# Симона Спарако
Симòна Спарàко (на италиански: Simona Sparaco) е италианска сценаристка и писателка на произведения в жанровете „драма“ и „любовен роман“. Пише детска литература с племенницата си Маргарита под псевдонима Марги Симънс (Margie Simmons).
Романите ѝ са превеждани в различни страни като Франция, Испания, Англия, Русия, Япония и България.

## Биография и творчество
Симона Спарако е родена на 14 декември 1978 г. в Рим. Завършва класическа гимназия в родния си град. Завършва комуникации и медии в Англия. След това, водени от страстта си към литературата, се връща в Рим и следва сценични изкуства във Факултета по литература и философия на Римския университет „Сапиенца“. Прекарва известно време в Сингапур.
През 2004 г. се премества в Торино в Школа „Холдън“, основана от Алесандро Барико, където посещава курсове по творческо писане. Следва специалност „спектакъл“ във Филологическия факултет на Торинския университет. В резултат от курса през 2005 г. е издаден първият ѝ роман – юношеският Anime di carta („Хартиени души“).
Завръща се в Рим и се присъединява към „Rai“, за да посещава курса за обучение на сценаристи на Дино Аудино и участва в телевизионен проект за първите жени войници в Италия. След курса работи в творческа работилница на „Mediaset“ за идеи в структурата на ситкома. Сътрудничи за телевизионни сериали като „Love Bugs“ и „Don Luca there“. През 2008 г. участва няколко месеца в програмата „La Talpa“ – риалити шоу на телевизия „Italia Uno“, чието действие се развива в ЮАР, и се занимава със зулу културата.
През 2008 г. е издаден романът ѝ Lovebook („Любовна книга“) – история за любовта в дните на Фейсбук.
През 2013 г. излиза романът ѝ „Никой не знае за нас“. Чрез историята на 35-годишната журналистка Луче, която има проблемна бременост и по препоръка на лекарите трябва да бременността по медицински причини, писателката представя деликатния въпрос за терапевтичния аборт и за забраната за аборти в Италия. Романът става бестселър чрез читателски препоръки и е номиниран за престижната литературна награда „Стрега“ и получава Наградата на Рим.
Романът ѝ „Формулата на любовта“ е издаден през 2016 г. Лея и съпругът ѝ Виторио се преместват в Сингапур, където той поема нова работа. Но спомените ѝ често са за нейния съученик Джакомо, който и разкрива формулата на любовта. и разбива сърцето ѝ. И един ден пътищата ѝ им се пресичат отново. Книгата заема първо място в италианските класации за бестселъри.
През 2019 г. романът ѝ Nel silenzio delle nostre parole („В тишината на нашите думи“) печели наградата „DeA Planeta“.

## Личен живот
От първия си брак има син Диего. През 2019 г. се ражда синът ѝ Томазо от бъдещия ѝ съпруг – писателя и журналиста Масимо Грамелини. 

## Произведения

### Самостоятелни романи
- Anime di carta (2005)[1][2][3][6]
- Lovebook (2009)
- Bastardi senza amore (2010)
- Nessuno sa di noi (2013) – Награда на Рим; Финалист на Награда „Стрега“
Никой не знае за нас, изд.: ИК „Хермес“, Пловдив (2018), прев. Наталия Христова
- Se chiudo gli occhi (2014) – Награда „Тропеа“, Награда „Салерно Книга на Европа“, Награда „Селекция Банкарела“
- Equazione di un Amore (2016)
Формулата на любовта, изд.: ИК „Хермес“, Пловдив (2017), прев. Наталия Христова
- Sono cose da grandi (2017)
- Nel silenzio delle nostre parole (2019)[1][2][3] – Награда „Деа Планета“

### Като Марги Симънс

#### Серия „Изгубена земя“ (Lostland)
1. Ally Gram e la terra degli oggetti smarriti (2019)[4]
2. Ritorno al mondo che non c'è (2021)[2][3]